# الويسيو دي أندرادي فاريا
الويسيو دي أندرادي فاريا (9 نوفمبر 1920 - 15 سبتمبر 2020)، هو رجل أعمال ومصرفي وملياردير برازيلي. يوم وفاته، لوحظ أنه أحد أكبر المليارديرات سنًا في العالم.